# Кејси (Ајова)
Кејси (енгл. Casey) град је у америчкој савезној држави Ајова. По попису становништва из 2010. у њему је живело 426 становника.

## Демографија
Према попису становништва из 2010. у граду је живело 426 становника, што је -52 (-10.9%) становника више него 2000. године.
| Група             | 2000.       | 2010.       |
| Белци             | 461 (96,4%) | 406 (95,3%) |
| Афроамериканци    | 0 (0,0%)    | 0 (0,0%)    |
| Азијати           | 0 (0,0%)    | 9 (2,1%)    |
| Хиспаноамериканци | 13 (2,7%)   | 6 (1,4%)    |
| Укупно            | 478         | 426         |